# Yves Liégeois
Yves Liégeois is een Belgisch magistraat. Hij is vooral gekend als procedurespecialist en werd bij het grote publiek bekend door de zaak-Jonathan Jacob, de magistratenoorlog in Antwerpen en de minnelijke schikking in de diamantenfraude van Omega Diamonds.

## Carrière
Yves Liégeois begon als stagiair bij het parket van Turnhout in 1980. In 1981 is hij substituut en later ook eerste substituut bij het Parket van Antwerpen.  Vanaf 1989 is Liégeois substituut procureur-generaal en later in 2002 advocaat-generaal bij het parket-generaal van Antwerpen. Tussen 2007 en 2014 bekleedde hij de functie van procureur-generaal bij hetzelfde parket om sinds 2014 eerste advocaat-generaal te zijn.
Hij kreeg de publieksprijs van de Big Brother Awards in 2014 voor zijn idee van een DNA-databank voor boorlingen.